# 용 PSV
용 PSV는 네덜란드의 축구 구단이다. 네덜란드 에레디비시 팀인 PSV 에인트호번의 2군 팀이다. 현재 네덜란드 2부리그인 에이르스터 디비시에 참가하고 있다.

## 선수 명단

### 현역
참고: FIFA 자격 규정에 따라 소속된 국가대표팀 국기를 표시합니다. 선수는 복수의 FIFA 비회원국 국적을 가지고 있을 수 있습니다.
| 번호 | 포지션 | 국적     | 이름          |
| ---- | ------ | -------- | ------------- |
| -    | DF     | 튀르키예 | 물리스 다가샨 |
| -    | MF     | 튀르키예 | 에미르 바스   |
| -    | MF     |          | 엔조 기르츠   |

| 번호 | 포지션 | 국적              | 이름          |
| ---- | ------ | ----------------- | ------------- |
| -    | MF     | 트리니다드 토바고 | 단타예 길버트 |
| -    | FW     | 잉글랜드          | 조엘 은달라   |
| -    | FW     |                   | 마커스 유니스 |

## 역대 감독
| 감독               | 임기        |
| ------------------ | ----------- |
| 리카르도 모니츠    | 2004 ~ 2005 |
| 뤼트 판 니스텔로이 | 2021 ~ 2022 |